# 死亡射手
死亡射手（英語：Deadshot，又譯作死射）是一名登場於由DC漫畫出版的漫畫書中的虛構超級反派和反英雄，是蝙蝠俠的主要敵人之一。角色首次登場於《蝙蝠俠》#59（1950年6月、7月），由鮑勃·凱恩、大衛·韋恩·瑞德和盧·施瓦茨共同創造。死亡射手除了作為蝙蝠俠的敵人外，還在Secret Six和自殺突擊隊中擔任主要成員。
死亡射手受IGN的在任何時刻前100名漫畫書惡棍的排行榜中名列第43位。

## 人物
死亡射手是一名自稱「百發百中」的僱傭兵和刺客，他擅長使用多種武器，但最常使用的是一雙手腕式機槍。死亡射手經常帶著右眼有著狙擊瞄準裝置的面具和穿著紅色服裝。
佛洛伊德·勞頓（Floyd Lawton）從小和自己的兄弟相當要好，甚至是崇拜的偶像，反而很討厭時常辱罵母親的父親。有一次勞頓的父親攻擊他兄弟，年幼的勞頓打算用家裡的步槍結束掉父親的生命，但卻誤殺了自己最喜歡的兄弟，此事造成他心中的陰影，勞頓成為了「死亡射手」，而且做事不在乎別人的生命，只希望能達成目的。

## 能力
由于拥有精确瞄准的天赋，死亡射手可能是世界上最好的和最致命的射手，他几乎精通每一种型号和口径的枪支。同时也拥有出众的身体素质及非常优秀的运动能力。死亡射手的主要武器是他高功率的双手腕消音手枪护手和附加爆炸性装置的格洛克9毫米手枪。能够发射榴弹和其他功能性的子弹。
死亡射手穿着的护甲非常耐用。这套衣服让他能够承受大爆炸以及枪林弹雨最终安然无恙。护甲面罩上的瞄准镜，可以大幅增强他对点的感觉，他甚至可以听到一只蜂鸟拍打翅膀的声音。
在不光荣退役之前，羅頓获得了包括所有AR670-1武器种类的“专家”级陆军射击资格徽章。学院的教官说他并没有直接去射击目标而是有一种倾向，加入自己的附加要求使得“事情发展得更有趣一些”。

## 其他媒體

### 電視劇
- 《正義聯盟》：配音員為麥可·羅森巴姆。
- 《正義聯盟無限版》：配音員同為麥可·羅森巴姆。
- 《蝙蝠俠智勇悍將》：配音員為湯姆·肯尼。於「Night of the Batmen」一集中登場。
- 《超人前傳》：為Bradley Stryker飾演。於第十季登場。
- 綠箭宇宙系列：為麥可·洛威飾演
  - 《綠箭俠》：首次登場於第一季第三集「Lone Gunmen」，後來又在第十六集「Dead to Rights」回歸，接著又出現於「The Huntress Returns」、「Home Invasion」、「Home Invasion」。第二季又現身於「Keep Your Enemies Closer」、「Suicide Squad」和「Unthinkable」這幾集。
  - 《閃電俠》第二季：閃電小隊來到地球2的時後，死亡射手是中央市警局警員。因為槍法太差被稱「死亡射手」。

### 電影
- 《蝙蝠俠：高譚騎士》：動畫電影。配音員為Jim Meskimen。
- 《蝙蝠俠：血濺亞克漢》：動畫電影。配音員為尼爾·麥克唐納。作為當中的主角。
- 《自殺突擊隊》：2016年真人電影，由威爾·史密斯飾演死亡射手[3]。

### 電視動畫
- 《異世界自殺突擊隊》：山口令悟配音。為阿曼達·華勒（聲優：鯨）所籌組的自殺突擊隊成員之一。

### 電子遊戲
- 《蝙蝠俠》：在說明書中提到。
- 《蝙蝠俠：阿卡漢城市》：配音員為克里斯·考克斯。
- 《樂高蝙蝠俠2：DC超级英雄》：解鎖角色。
- 《超級英雄：武力對決》：待於史賽克島的罪犯。
- 《蝙蝠俠：阿卡漢起源》：配音員同為克里斯·考克斯。
- 《蝙蝠俠：阿卡漢始源黑門》：配音員同為克里斯·考克斯。
- 《樂高蝙蝠俠3：飛越高譚市》：配音員為Crispin Freeman。
- 《超級英雄：武力對決2》：配音員為馬修·默瑟。
- 《自殺突擊隊：戰勝正義聯盟》：可操作角色之一。

## 外部連結
- Deadshot on the DCUniverse Guide